# Palangan (Karangbinangun)
Palangan is een bestuurslaag in het regentschap Lamongan van de provincie Oost-Java, Indonesië. Palangan telt 1536 inwoners (volkstelling 2010).